# Blahoslavený

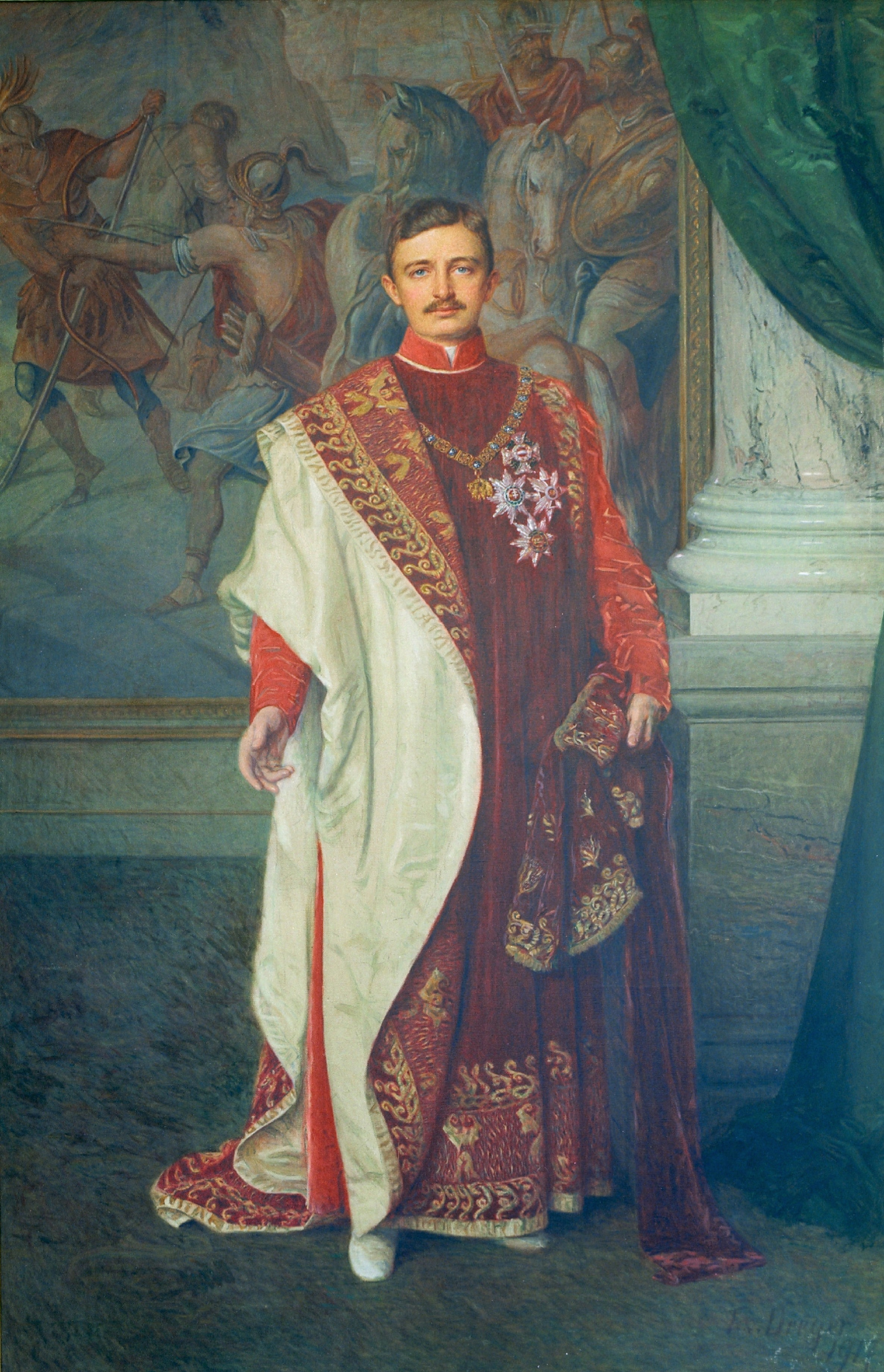
Blahoslavený Karel I., poslední český král

Prohlášení za blahoslaveného neboli beatifikace (z lat. beatus šťastný, blažený a facere učinit) je druhým stupněm kanonizačního procesu (tj. procesu, vedoucího eventuálně k prohlášení za svatého v katolické církvi).

## Charakteristika
Prohlášení za blahoslaveného znamená, že se Církev zaručuje za to, že daná osoba je v nebi, je proto možné ji prosit o přímluvu, a prokazovat jí úctu (např. může jí být zasvěcen kostel či oltář).
Předpokladem je ukončené beatifikační řízení a buď jeden doložený zázrak, nebo mučednická smrt.
Na rozdíl od kanonizace blahoslavenému úcta smí být prokazována, není to však výslovně předepsáno, jako je tomu u světců. Povolení uctívat blahoslaveného je též výhradně lokální, neplatí univerzálně pro celou církev, ale jen např. pro jednu diecézi či církevní provincii.